# Llívia
Llívia (katalonski), Llivia (španjolski), mjesto i općina u Španjolskoj. Pripada pokrajini Gironi, unutar autonomne zajednice Katalonije. Smještena je u sjeveroistoku okruga Baixe Cerdanye (španjolski Baja Cerdaña). Udaljena je 153 kilometra od sjedišta pokrajine. U potpunosti je okružena teritorijem Francuske Republike, departmanom Istočnim Pirenejima (fra. Pyrénées-Orientales, kat. Pirineus Orientals, okc. Pirenèus Orientals), u regiji Okcitaniji. Ishod je to Pirenejskog mira iz 1659. godine: točnije, graniči s francuskim općinama Targasonneom, Estavarom, Saillagouseom, Sainte-Léocadieom, Bourg-Madameom, Urom i Angoustrine-Villeneuve-des-Escaldesom. Ukratko, tvori enklavu Kraljevine Španjolske u Francuskoj. 
S Llívijom u svezi je "rat" znakovima zaustavljanja (špa. guerra de los stops).

## Vanjske poveznice
- Web oficial del Excmo. Ayuntamiento de Llivia (špa.)
- Opći i povijesni podatci o Lliviji. Sadrže "rat znakovima zaustavljanja" (fra.)
- Prijeved prijašnje
- Patrimonio histórico-artístico de Llivia. (kat.)